# Norbert Turini

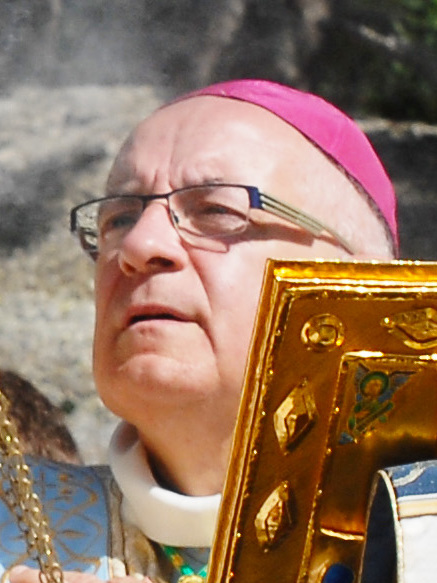
Norbert Turini (2016)

Wappen als Erzbistum Montpellier

Wappen als Bischof von Perpignan-Elne

Wappen als Bischof von Cahors

Norbert José Henri Turini (* 30. August 1954 in Cannes) ist ein französischer Geistlicher und römisch-katholischer Erzbischof von Montpellier.

## Leben
Nach der schulischen Ausbildung nahm Norbert Turini zunächst ein Studium der Biologie an der Universität Nizza auf, dass er mit dem Diplom abschloss. Anschließend trat Turini in das interdiözesane Priesterseminar in Marseille ein und studierte Katholische Theologie und Philosophie. Am 27. Juni 1982 spendete ihm der Bischof von Nizza, Jean-Julien-Robert Mouisset, die Priesterweihe. 1985 erwarb er an der theologischen Fakultät der Universität Straßburg ein Lizenziat in Theologie.
Anschließend war er von 1982 bis 1986 Adjunkt im diözesanen Dienst für die Berufungen und von 1986 bis 1996 zusätzlich Verantwortlicher für die Haus Sant-Paul für christliche Studenten sowie das Propädeutikum (Vorbereitungsjahr) des Priesterseminars. Von 1996 bis 2000 war er Bischofsvikar für die Jugendpastoral und von 1999 bis 2000 zusätzlich Pfarradministrator der Pfarrei Saint-Jean-Baptiste in Nizza. im Jahr 2000 wurde er zum Generalvikar für das Bistum Nizza berufen. Papst Johannes Paul II. verlieh ihm am 5. April 2001 den Titel Ehrenprälat Seiner Heiligkeit.
Am 30. Juni 2004 ernannte ihn Johannes Paul II. zum Bischof von Cahors. Die Bischofsweihe spendete ihm der Erzbischof von Toulouse, Émile Marcus PSS, am 10. Oktober desselben Jahres; Mitkonsekratoren waren Jean Bonfils SMA, Bischof von Nizza, und Alain Planet, Bischof von Carcassonne.
Als Wahlspruch wählte er Aimer, Évangéliser, Servir. Sein bischöfliches Wappen zeigt die Madonna von Rocamadour, dem größten Wallfahrtsort des Bistums. 
Am 18. Oktober 2014 ernannte Papst Franziskus ihn zum Bischof von Perpignan-Elne und bis zur Amtsübernahme zum Apostolischen Administrator des Bistums Cahors. Die Amtseinführung fand am 18. Januar des folgenden Jahres statt.
Am 9. Juli 2022 ernannte ihn Papst Franziskus zum Erzbischof von Montpellier. Die Amtseinführung fand am 23. Oktober desselben Jahres statt.